# Crematogaster abstinens
Crematogaster abstinens is een mierensoort uit de onderfamilie van de Myrmicinae. De wetenschappelijke naam van de soort is voor het eerst geldig gepubliceerd in 1899 door Forel.